# The Locusts, or Apollyonists
The Locusts, or Apollyonists – poemat siedemnastowiecznego angielskiego poety Phineasa Fletchera (1582—1650), opublikowany w 
1627. Utwór stanowi angielską wersję łacińskiego poematu Fletchera, opowiadającego o spisku prochowym. Ma wydźwięk antykatolicki, a zwłaszcza antyjezuicki. Został napisany strofą dziewięciowersową rymowaną abababccc.

Great Lord, who grasp'st all creatures in thy hand,
Who in thy lap lay'st downe proud Thetis head,
And bind'st her white curl'd locks in caules of sand,
Who gather'st in thy fist, and lay'st in bed
The sturdy winds; who ground'st the floting land
On fleeting seas, and over all hast spread
Heaven's brooding wings, to foster all below;
Who mak'st the Sun without all fire to glow,
The spring of heat and light, the Moone to ebbe and flow:

Strofę abababccc wykorzystał później w jednym ze swoich utworów (Stay with me Flowers, and comfort me with Apples, for I am sick with love) Francis Quarles.